# Technos Japan
K.K. Technos Japan (jap. 株式会社テクノスジャパン, Kabushiki kaisha Tekunosu Japan, engl. Technos Japan Corp.) war ein japanischer Videospiele-Entwickler und -Publisher. Besonders bekannt wurde das Unternehmen durch die Arcadespiel-Reihe Double Dragon.
Technos wurde 1981 von drei ehemaligen Mitgliedern der Videospielefirma Data East gegründet. Es gab auch ein amerikanisches Tochterunternehmen American Technos Inc. 1996 hatte Technos keine finanziellen Mittel mehr und wurde aufgelöst. Technos' Spielekatalog wurde 2015 vom japanischen Entwickler Arc System Works erworben.

## Veröffentlichte Spiele (Auswahl)
- Tag Team Wrestling (Arcade, NES)
- Karate Champ (Arcade)
- Double Dragon 1–3 (Arcade, NES, Game Boy, Mega Drive, C64, Atari ST, Amiga, PC, zahlreiche weitere Systeme)
- WWF Superstars (Arcade, Game Boy)
- Super Dodge Ball (NES, Neo Geo)
- Super Double Dragon (SNES)
- Shadow Force (Arcade)